# Kvinnan i sjön
Kvinnan i sjön (engelska: Lady in the Lake) är en amerikansk film noir från 1947 i regi av Robert Montgomery. Filmen är baserad på Raymond Chandlers roman Kvinnan i sjön från 1943. I huvudrollerna ses Montgomery, Audrey Totter, Lloyd Nolan, Tom Tully, Leon Ames och Jayne Meadows.

## Rollista i urval
- Robert Montgomery - Philip Marlowe
- Audrey Totter - Adrienne Fromsett
- Lloyd Nolan - Lt. DeGarmot
- Tom Tully - poliskapten Fergus K. Kane
- Leon Ames - Derace "Derry" Kingsby
- Jayne Meadows - Mildred Haviland
- Richard Simmons - Chris Lavery
- Morris Ankrum - Eugene Grayson
- Lila Leeds - receptionist
- Robert Williams - artist
- Kathleen Lockhart - Mrs. Grayson
- "Ellay Mort" - Chrystal Kingsby